# 光原伸
光原 伸（みつはら しん、1964年〈昭和39年〉1月31日 - ）は、日本の漫画家。広島県三原市出身。関西大学法学部卒。本名は原 伸光（はら のぶみつ）。代表作は『週刊少年ジャンプ』（集英社）に連載された『アウターゾーン』。妻は同じく漫画家であり、『週刊少年ジャンプ』に連載した『WILD HALF』などで知られる浅美裕子。

## 来歴
関西大学法学部を卒業。そのまま大阪に住み、アルバイトをしながら漫画の執筆・投稿を続けた。
1987年（昭和62年）、「処刑の密室」（さんげりあ名義）が第23回（1月期）ホップ☆ステップ賞で佳作に選出され、同年に「リボルバー・クイーン」（光原伸名義）が『週刊少年ジャンプ』1987年サマースペシャルに掲載されデビュー。
翌年、『週刊少年ジャンプ』1988年41号に読み切り作品「黒ヒゲクライシス」が掲載される。これが初のジャンプ本誌掲載作品となった。
その後『週刊少年ジャンプ』1989年（平成元年）サマースペシャルに読み切り作品の第5作「マジック・セラー 〜ラスト・コール〜」が掲載される。これは後の代表作『アウターゾーン』の原型ともいえる作品となる。この作品の好評を受け、担当編集者が光原の住む大阪まで来訪。この際に編集者に勧められ、上京を決めた。
上京後、『週刊少年ジャンプ』にて1991年（平成3年）14号より1994年（平成6年）15号まで代表作『アウターゾーン』を連載。全15巻に及ぶ長期連載となり、連載終了後の1995年（平成7年）には小説版（山田隆司著、全1巻）も刊行されている。また、1997年（平成9年）にはジャンプコミックスセレクション版全10巻、2005年（平成17年）には文庫版全10巻が刊行されたほか、コンビニコミックでも刊行されている。
『アウターゾーン』連載終了以降は、連作短編「ダークブレイカーズ」シリーズや読み切り短編を『週刊少年ジャンプ』や同誌増刊、青年誌の『スーパージャンプ』、『オースーパージャンプ』などで発表。2002年（平成14年）ごろにはある青年誌で『アウターゾーン』の新作をやっていいかと打診したが、違うものがほしいと却下され実現しなかった（『アウターゾーン』の新作は2011年（平成23年）に別の雑誌で実現する）。2002年（平成14年）の読み切り短編「絶対安全サーヴィス会社」（『オースーパージャンプ』2002年7月号）辺りが、紙原稿の最後の作品であった。
2005年（平成17年）11月には、災害小説を得意とする小説家・石黒耀の原案を元に、石黒の小説版と光原の漫画版を同時制作・同時刊行する仕事を引き受ける。石黒耀の小説は『昼は雲の柱』（後に『富士覚醒』に改題）のタイトルで2006年（平成18年）に刊行され、光原による漫画版は2008年（平成20年）に『SECTOR COLLAPSE（セクターコラプス） -富士山崩壊-』（後に『富士山崩壊』に改題）のタイトルで刊行された。ジャンプ・コミックス版『アウターゾーン』最終巻（第15巻、1994年〈平成6年〉9月発行）以来、約14年ぶりの新刊であり、光原の初の描き下ろし単行本であった。この作品は光原がデジタル作画ツール「コミックスタジオ」を使用してすべて1人で描いたもので、巻末のあとがきで「一人で全部描いたのは二十年ぶり位かも」、「もう永久に終わらないのかと思う事もありましたが、最終的には自分らしい漫画に仕上がったと思います」と述べている。
2010年（平成22年）には『サムケ』（竹書房）にて妻の浅美裕子との合作「めりこみおじさん」を発表。初の合作作品となる。
2011年（平成23年）10月の『コミック特盛 怖すぎて禁じられた怪談』2011年秋号（ホーム社発行・集英社発売）から新作『アウターゾーン リ:ビジテッド』の連載を開始した。『アウターゾーン』の新作を描いてほしいという編集者からの要望は2008年（平成20年）にはすでにあり、それが3年越しに実現したものであった。

## 人物
樹崎聖のアシスタントを務めた経験がある。趣味はB級映画の鑑賞・収集。また、女子プロレスの大ファンでもある。
10代後半のころに映画『サンゲリア』と『ゾンビ』を見て以来のゾンビ映画好き。また、自身の作風とは異なり、一番好きな漫画は小学生のころに読んでいたギャグ漫画のとりいかずよし『トイレット博士』と山上たつひこ『がきデカ』だという。

## 主な作品
リボルバー・クイーン
商業誌デビュー作の読み切り作品。『週刊少年ジャンプ』1987年サマースペシャルに掲載。単行本『アウターゾーン』1巻に収録。その後、『サランドラの壺 光原伸短編集』（集英社、2014年〈平成26年〉）に収録。
舞台はラスベガス。ギャンブルに敗れ全てを失った主人公は、彼に残された最後の財産である“命”を賭けてロシアンルーレットに挑む。対戦相手は拳銃の女王（リボルバー・クイーン）と呼ばれる強運の持ち主。連戦無敗の彼女は、なぜ危険なゲームを続けているのか。緊迫した室内に乾いた撃鉄の音が響き続ける。
ジャンプ・コミックス版『アウターゾーン』1巻（1991年〈平成3年〉）の巻末に収録された際に加筆修正されており、雑誌掲載時とは物語のラスト付近の展開が異なっている。短編集『サランドラの壺』に収録されているのも加筆修正後のバージョンである。
マジック・セラー 〜ラスト・コール〜
『週刊少年ジャンプ』1989年（平成元年）サマースペシャルに掲載された読み切り作品。単行本『アウターゾーン』2巻に収録。その後、『サランドラの壺 光原伸短編集』に収録。
謎の老人「マジック・セラー」が案内人（ホスト）として登場する。彼の商品を買った者は必ず不可思議な体験をすることができるという。この話の主人公である高校生がフリーマーケットで老人から黒電話を購入する。その夜、回線につないでいないはずのその電話が鳴り響き、通話がつながる。相手の女性と話をしてみると、この電話は20年前からかかってきているものだということが判った。彼は不思議に思いながらも相手の女性に惹かれていくのだが……。後に連載作品となる『アウターゾーン』の原型とも言える作品。これが連載にならなかったのは、作者曰く「じじいより美女（ミザリィ）のほうがいいよね？」とのこと。
アウターゾーン
代表作。『週刊少年ジャンプ』で1991年14号より連載され、同年24号で一旦終了。その後、同年51号に第2部として連載が再開され、1994年15号まで連載された。単行本は全15巻、ジャンプコミックスセレクション版全10巻、文庫版全10巻。ジャンルはミステリー、ホラー。パラレルワールドとして存在する不思議な世界・アウターゾーンに巻き込まれた人々の姿を描く。基本的に各話完結で、ほぼ全話を通じて謎の美女ミザリィが案内人として登場する。
アウターゾーン リ：ビジテッド
アウターゾーンの続編。ホーム社の季刊誌『コミック特盛』2011年秋号から2015年冬号（終刊号）まで全20話連載されたのち、ホーム社のWebマンガサイト・画楽ノ杜（がらくのもり）に移籍した。最新話は2016年（平成28年）9月27日公開の第22話。

## 作品リスト

### 単行本
- 『アウターゾーン』（ジャンプ・コミックス版全15巻、1991年 - 1994年 / ジャンプコミックスセレクション版全10巻、1997年 - 1998年 / 集英社文庫版全10巻、2005年）
- 『SECTOR COLLAPSE（セクターコラプス） -富士山崩壊-』（監修：小山真人、描き下ろし、創美社発行、集英社発売、2008年11月25日） ISBN 978-4-420-22050-7
  - 『富士山崩壊』（上記の本の改訂版 / 創美社発行、集英社発売、2012年7月5日） ISBN 978-4-420-22057-6
    - どちらもB6判ソフトカバー。光原のあとがきおよび監修者の小山真人による「解説」は『SECTOR COLLAPSE』にのみ収録されており、改訂版の『富士山崩壊』ではカットされている。
    - 原作は石黒耀の2006年の小説『昼は雲の柱』（文庫化の際に『富士覚醒』に改題）。『アウターゾーン』以来約14年ぶりの新刊となった。
- 『アウターゾーン リ:ビジテッド』（ホーム社発行、集英社発売、ホームコミックス、2012年 - 、既刊3巻）
- 『サランドラの壺 光原伸短編集』（ホーム社発行、集英社発売、ホームコミックス、2014年2月発行） ISBN 978-4-8342-3210-3
  - 収録：サランドラの壺 / 非情の標的 / 絶対安全サーヴィス会社 / マジック・セラー 〜ラスト・コール〜 / リボルバー・クイーン
    - 単行本描き下ろしのおまけ漫画「上京物語」「サランドラの挑戦」（各3ページ）も収録。

### 雑誌掲載・アンソロジー収録短編
★マーク＝『サランドラの壺 光原伸短編集』に収録。
- 処刑の密室（『ホップ☆ステップ賞SELECTION』第1巻、集英社、1988年3月15日発行） - 1987年1月期（第23回）ホップ☆ステップ賞佳作（さんげりあ名義）
- リボルバー・クイーン（週刊少年ジャンプ 1987年サマースペシャル） - デビュー作 ★
- フォーチュン・テラー（週刊少年ジャンプ 1988年ウィンタースペシャル）
- 殺人プロット（週刊少年ジャンプ 1988年スプリングスペシャル、1988年3月30日発行）[注 2]
- 黒ヒゲクライシス（週刊少年ジャンプ 1988年41号、1988年9月19日発行）
- マジック・セラー 〜ラスト・コール〜（週刊少年ジャンプ 1989年サマースペシャル）★
- アウターゾーン スペシャル（月刊少年ジャンプ 1995年1月号） - アウターゾーンで唯一の単行本未収録作
- ダーク・ブレイカーズ（週刊少年ジャンプ 1995年オータムスペシャル）
- ダークブレイカーズ（週刊少年ジャンプ 1996年サマースペシャル）
- サランドラの壺（週刊少年ジャンプ 1998年6号）★
- 非情の標的（スーパージャンプ 2001年17号）★
- 絶対安全サーヴィス会社（オースーパージャンプ 2002年7月号）★
- 猫のおみやげ（『ねこまん 猫だらけコミック・アンソロジー』ホーム社発行、集英社発売、2008年6月発行）
- めりこみおじさん（サムケ Vol.1、竹書房、2010年6月12日発行） - 妻の浅美裕子との合作。これとは別に単独でイラストも掲載。